# Adrian Pasdar
Adrian (Kayvan) Pasdar (Pittsfield (Massachusetts), 30 april 1965) is een Amerikaanse acteur en regisseur, bekend van zijn rol als Jim Profit in de televisieserie Profit, en voor zijn rollen in Near Dark, Mysterious Ways en nu bekend als Nathan Petrelli in de serie Heroes en als regisseur in de film Cement.
Pasdar is geboren in Pittsfield, Massachusetts. Hij is van Iraans - Franse afkomst. Zijn vader Homayoun Pasdar, was een hartspecialist die in Iran was geboren en uitweek naar de Verenigde Staten, waar hij ging werken als chirurg in Philadelphia. Zijn moeder, Rosemarie Sbresny, was geboren in Königsberg, Duitsland, en werkte als verpleegster voor zij lerares Engels werd in Frankrijk.
Na zijn schooltijd nam Pasdar een baantje aan bij de theatergroep People's Light and Theatre Company. Na een ongeluk waarbij hij zijn duim verloor ging hij studeren bij het Lee Strasberg Theater Institute in New York Vanaf zijn 19e jaar zou Pasdar in een lange reeks films en televisieproducties optreden.

## Geselecteerde filmografie als acteur
| Jaar      | Titel | Rol                      | Regisseur/Serie bedenker                       | Bijzonderheden                                                           |
| --------- | --- | ------------------------ | ---------------------------------------------- | ------------------------------------------------------------------------ |
| 1986      | Top Gun | Chipper                  | Tony Scott                                     |                                                                          |
| 1986      | Solarbabies | Darstar                  | Alan Johnson                                   |                                                                          |
| 1986      | Streets of Gold | Timmy Boyle              | Joe Roth                                       |                                                                          |
| 1987      | Made in USA | Dar                      | Ken Friedman                                   |                                                                          |
| 1987      | Near Dark | Caleb Colton             | Kathryn Bigelow                                |                                                                          |
| 1989      | Cookie | Vito                     | Susan Seidelman                                |                                                                          |
| 1990      | Torn Apart | Ben Arnon                | Jack Fisher                                    |                                                                          |
| 1990      | The Lost Capone (tv) | Ricard Hart/Jimmy Capone | John Gray                                      |                                                                          |
| 1991      | Shanghai 1920 (上海1920, Shang Hai yi jiu er ling)                                                                                     | Dawson Cole              | Po-Chih Leong                                  |                                                                          |
| 1991      | Grand Isle | Robert Lebrun            | Mary Lambert                                   |                                                                          |
| 1992      | Just Like a Woman | Gerald Tilson/Geraldine  | Christopher Monger                             |                                                                          |
| 1993      | The Killing Box | Captain John Harling     | George Hickenlooper                            |                                                                          |
| 1993      | Carlito's Way | Frankie Taglialucci      | Brian De Palma                                 |                                                                          |
| 1994      | The Last Good Time | Eddie                    | Bob Balaban                                    |                                                                          |
| 1994      | Shadows of Desire (tv) | Jude Snow                | Sam Pillsbury                                  |                                                                          |
| 1995      | Slave of Dreams (tv) | Joseph                   | Robert M. Young                                |                                                                          |
| 1995      | A Mother's Gift (tv) | William Deal             | Jerry London                                   |                                                                          |
| 1996      | Profit (tv-serie) | Jim Profit               | David Greenwalt, John McNamara                 | hoofdrol                                                                 |
| 1996      | The Pompatus of Love | Josh                     | Richard Schenkman                              |                                                                          |
| 1997      | Feds (tv-serie) | C. Oliver Resor          |                                                | regelmatig                                                               |
| 1997      | Wounded | Hanaghan                 | Richard Martin                                 |                                                                          |
| 1997      | Love in Another Town (tv) | Jake Cantrell            | Lorraine Senna                                 |                                                                          |
| 1997      | House of Frankenstein 1997 (tv) | Detective Vernon Coyle   | Peter Werner                                   |                                                                          |
| 2008      | Home Movie | David Poe                | Christopher Denham                             |                                                                          |
| 1998      | The Outer Limits (tv-serie) (4.5 In the Zone)                                                                                          | Tanner Brooks            | David Warry-Smith                              |                                                                          |
| 2000-2002 | Mysterious Ways (tv-serie) | Declan Dunn              | Peter O'Fallon                                 | hoofdrol                                                                 |
| 2003-2005 | Judging Amy (tv-serie) | David McClaren           | Amy Brenneman, Bill D'Elia, John Tinker        | (seizoenen 5-6) 2004 in Movies. Vertegenwoordiger in tweedehands leeuwen |
| 2005      | Desperate Housewives (tv-serie) (2.4 My Heart Belongs to Daddy, 2.5 They Asked Me Why I Believe In You, 2.6 I Wish I Could Forget You) | David Bradley            | Marc Cherry                                    | gastoptredens (3 episodes)                                               |
| 2006-2009 | Heroes (tv-serie) | Nathan Petrelli          | Tim Kring                                      | hoofdrol                                                                 |
| 2014-2018 | Agents of S.H.I.E.L.D. (tv-serie) | Glenn Talbot             | Joss Whedon, Jed Whedon en Maurissa Tancharoen | terugkerende rol (24 episodes)                                           |

## Filmografie (als regisseur)
| Jaar | Titel  | Schrijver    | Producer                 | Bezetting                                                                | Bijzonderheden                    |
| ---- | ------ | ------------ | ------------------------ | ------------------------------------------------------------------------ | --------------------------------- |
| 1999 | Cement | Justin Monjo | D.J. Paul, Adrian Pasdar | Chris Penn, Jeffrey Wright, Sherilyn Fenn, Anthony DeSando, Henry Czerny | ook als co-producer en componist. |